# Batalha de Carpi
A Batalha de Carpi teve lugar a 9 de Julho de 1701 e opôs o Exército Imperial Austríaco, liderado pelo Marechal Eugénio de Saboia ao Exército Francês, comandado pelo Marechal Nicolas de Catinat de La Fauconnerie. O encontro foi o primeiro acontecimento militar da Guerra de Sucessão Espanhola e terminou em vitória austríaca.

## Prelúdio
Na Itália, o imperador tomou a iniciativa, e um exército austríaco liderado pelo príncipe Eugénio de Saboia, que visava saturar as possessões espanholas na Península Itálica, reuniu-se no Tirol, em meados de Junho de 1701, enquanto o exército inimigo (francês, espanhol e piemontês), comandado pelo marechal Nicolas de Catinat de La Fauconnerie, foi lentamente se reunindo entre Chiese e Adige.
Contudo, dificuldades de abastecimento prejudicado Príncipe Eugénio de Saboia, e os franceses foram capazes de ocupar as posições fortes do desfiladeiro Rivoli acima de Verona. Há Nicolas de Catinat de La Fauconnerie se sentia seguro todos os países a leste eram venezianos e neutros.
Mas Príncipe Eugénio de Saboia, ao fazer preparações ostensivas para entrar na Itália por Adige ou Lago Garda ou a estrada de Brescia, secretamente, reconheceu passagens sobre as montanhas entre Roveredo e do distrito de Vicenza. No dia 27 de maio, tomando precauções infinitas de sigilo e solicitando às autoridades de Veneza que não oferecessem nenhuma oposição desde que suas tropas se comportassem bem, Eugênio começou sua marcha por caminhos que nenhum exército tinha usado desde a época de Carlos V, e no dia 28 seu exército estava nas planícies.
Seu primeiro objetivo era atravessar o Adige sem lutar, e também pela devastação do duque de Mantua nas propriedades privadas de Carlos IV (poupando os bens das pessoas comuns) para induzir o príncipe a mudar de lado. Catinat estava completamente surpreso, pois ele havia contado com a neutralidade de Veneza, e quando na busca de uma passagem sobre o baixo Adige, o exército de Eugênio se espalhou para Legnago e além, ele cometeu o erro de supor que os austríacos tinham intenção de invadir a possessões espanholas ao sul do rio Pó. Suas disposições primeiro tinha, é claro, para a defesa das abordagens do Rivoli, mas ele agora diluído a sua linha até chegar ao Pó.

## A batalha
Após cinco semanas de manobras cautelosas em ambos os lados, Eugênio encontrou um local desguardado. Com as precauções habituais de sigilo (enganando até mesmo seu próprio exército), ele atravessou o baixo Adige na noite do 8-9 de julho, e dominou o pequeno corpo de cavalaria encontrado em Carpi (09 de julho).
Catinat, então, concentrou seu exército espalhado para trás no rio Mincio, enquanto Eugênio se virou para o norte e recuperou o contato com sua antiga linha de fornecimento, Roveredo-Rivoli. Por algum tempo Eugênio estava em grandes dificuldades para o abastecimento, como os venezianos não permitiriam que suas barcaças fossem descer o Adige. Finalmente, porém, ele fez os preparativos para atravessar o Mincio próximo a Peschiera del Garda e bem além da esquerda de Catinat, com a intenção de encontrar uma área de abastecimento sobre o Brescia. Assim foi feito no dia 28 de julho.
A cavalaria de Catinat, embora chegando à vista de pontes de Eugênio, não ofereceram nenhuma oposição. Parece que o marechal estava muito contente ao descobrir que seu adversário não tinha intenção de atacar as possessões espanholas na Península Itálica, pelo menos Catinat voltou silenciosamente para o Oglio. Mas seu exército se ressentiu da sua retirada diante da força muito menor do que os austríacos e, no início de agosto, seu rival Tessé relatou isso para Paris, quando, então, o marechal Villeroy, um dos favoritos de Louis, foi enviado para assumir o comando.